# Caerois
Caerois Hübner, [1819] è un genere di lepidotteri appartenente alla famiglia Nymphalidae, diffuso in America Centrale e Meridionale.